# Ада (школа)
Загальноосвітня школа І-ІІІ ступенів «Ада» — приватна школа, що існувала понад 20 років у місті Кременчук (Полтавська область, Україна).

## Історія
Школа була заснована у 1991 році Дерієнком Іваном Івановичем, старшим викладачем кафедри вищої математики Кременчуцького університету. Школа отримала назву на честь Ади Лавлейс, математика та першої жінки-програміста. День школи відзначався 19 жовтня.
Основний корпус розташовувався в Автозаводському районі за адресою: вулиця Халаменюка, будинок 10А (колишня будівля дитячого садка №40). Будівля молодшої школи знаходилася у Крюківському районі за адресою: вулиця Манагарова д.5А. У місті Комсомольськ (нині Горішні Плавні, Полтавська область) розміщувалася філія на базі середньої загальноосвітньої школи №1 за адресою: вулиця Миру, будинок 5. При школі також був дитячий садок.
У перший рік у школі навчалося 24 учні. У наступні роки кількість учнів зросла і в 2006 досягла 251. У Комсомольській філії навчалося 120 осіб.
В результаті зміни керуючого складу у 2010 році школа перейшла до структури Інституту економіки та нових технологій (ІЕНТ). Новим директором стала Бражененко Віта Анатоліївна. Після кількох наступних змін директорів у 2012 році школа була закрита. У рік закриття у школі навчалося 87 дітей, дитсадок при школі відвідувало 40 дітей.

## Навчальний процес
Навчання велося на платній основі. Учні були забезпечені навчальною літературою із бібліотечного фонду школи.

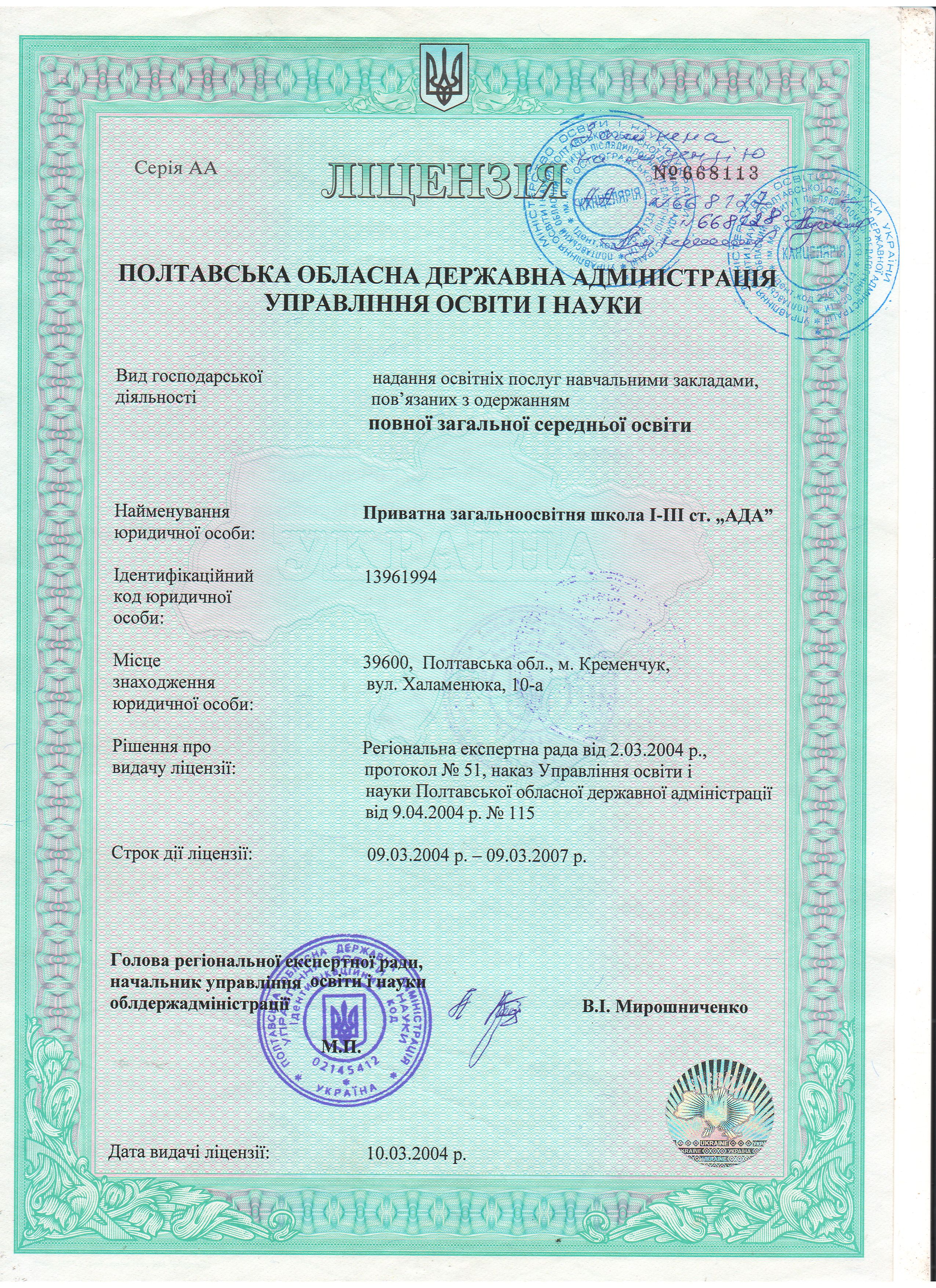
Ліцензія на провадження школою навчальної діяльності

Шкільна програма відповідала нормам Міністерства освіти України. Заняття проводилися українською та російською мовами, особлива увага приділялася вивченню англійської мови, математики та інформатики. Для навчання іноземних мов учні розбивалися кілька груп по 8 — 10 людей. Навчання іншим предметам також велося у невеликих групах, від 12 до 20 учнів.
Після занять для учнів були організовані різні гуртки та секції (драмгурток, шахи, бальні танці). Працювала початкова школа повного дня з 08:00 до 18:00 для учнів 1-4 класів. Для початкової школи надавалося триразове харчування, для старшої школи одноразове.

## Педагогічний склад

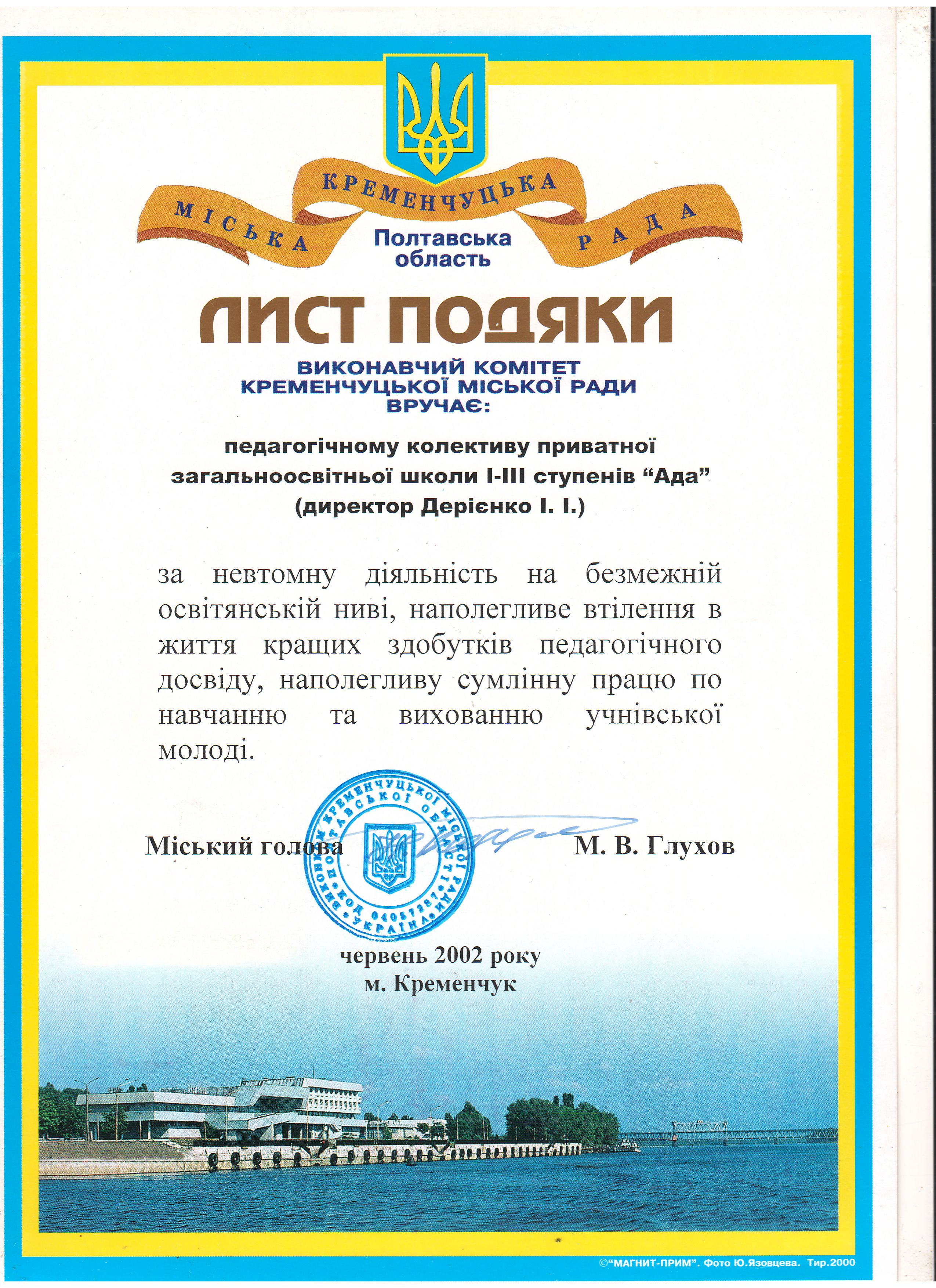
Подяка педагогічному колективу від мера міста

У 2006 році з 36 вчителів, які складали педагогічний склад школи, 11 мали вищу кваліфікаційну категорію, 5 – звання «Старший учитель», 4 – «Вчитель-методист». Нижче перераховані деякі вчителі:
- Варавін Сергій Дмитрович — вчитель історії України та всесвітньої історії;
- Залізняк Сергій Володимирович — учитель фізики, заслужений учитель України[2];
- Лушакова Алла Миколаївна — вчитель історії мистецтв, краєзнавець, кандидат мистецтвознавства[3], співавтор книги «Вулицями старого Кременчука»[4];
- Марусіченко Жанна Костянтинівна — вчитель англійської мови;
- Моздолівська Тамара Федорівна — вчитель математики;
- Ольшевська Броніслава Феліксівна — учитель математики, завуч, учитель-методист;
- Похила Валентина Вікторівна — вчитель української мови;
- Самусь Лариса Іванівна — вчитель російської мови та зарубіжної літератури.

## Нагороди
Учні школи «Ада» багаторазово займали призові місця на міських та обласних предметних олімпіадах, а також брали участь у міжнародних олімпіадах «Кенгуру», «Левеня», «Колосок» та інших. Кількість призерів від школи в період з 2000 до 2006 року представлена в таблиці нижче.
| Олімпіади                          | 2000-2001 | 2001-2002 | 2002-2003 | 2003-2004 | 2004-2005 | 2005-2006 |
| Районні                            | 14        | 12        | 7         | 9         | 11        | 13        |
| Обласні                            | 8         | 2         | 2         | 2         | 3         | 4         |
| МАН (Мала академія наук України)   | -         | 1         | -         | 2         | -         | -         |
| Всеукраїнські серед приватних шкіл | 27        | 14        | 18        | 24        | 29        | 19        |
| Всеукраїнські                      | -         | -         | -         | 1         | -         | 1         |

Школа також була одним із засновників Всеукраїнської олімпіади юних математиків серед приватних загальноосвітніх шкіл.

## Відомі учні
- Дементьєв Єгор Вікторович — дворазовий чемпіон літніх Паралімпійських ігор 2012 року в Лондоні[6].